# Юллінге
Юллінге (дан. Jyllinge) — місто Данії, регіон Зеландія, входить до складу комуни Роскілле. Населення — 10 101 особа (2014). Місто розташоване на східному березі Роскілле-фіорду, має 3 пристані (одна з них-стара рибальська).

## Історія
У давнину на місці містечка було рибальське поселення, що спеціалізувалося на ловлі вугрів. Саме місто виникло близько 1178 як поселення навколо існуючої давньої церкви, маючи назву Julækæ. Від 1370 до 1797 року мало назву Juleghæ. 
1870 року у місті було збудовано рибальський порт, 1910 року-відкрито школу, а 1924 року-бібліотеку.
1955 року населення становило лише 520 мешканців. Проте у 1960-70-х роках відбувся бурхливий розвиток міста, що спричинив швидке зростання населення за рахунок людей, прибулих з-за меж комуни.
Місто сьогодні має 2 школи, торговий центр. Місто набуває все більшою популярності, оскільки розташовується у мальовничих околицях Копенгагена. 

## Пам'ятки та визначні місця
- Церква Юллінгекірке (бл.1080-1130) - одна з найдавніших храмів країни;
- Музей фйорду;
- Обеліск 1930 року з нагоди 10-річчя об'єднання Південної Ютландії з Данією.